# Чурачики (Цівільський район)
Чура́чики (рос. Чурачики, чув. Чурачăк) — село у складі Цівільського району Чувашії, Росія. Адміністративний центр Чурачицького сільського поселення.
Населення — 1743 особи (2010; 1970 у 2002).
Національний склад:
- чуваші — 95 %